# Tanta
Tanta (tiếng Ả Rập Ai Cập: طنطا Ṭanṭa  phát âm [ˈtˤɑntˤɑ] là một thành phố lớn ở Ai Cập, là khu vực có dân số lớn thứ năm của quốc gia này, với 421.076 cư dân vào năm 2006. Tanta nằm giữa Cairo và Alexandria: 94 km (58 dặm) về phía bắc Cairo và 130 km (81 dặm) về phía đông nam của Alexandria, thủ phủ của Gharbia, là trung tâm của ngành công nghiệp sản xuất vải bông. Một trong những tuyến đường sắt lớn đi qua Tanta. Ba lễ hội thường niên được tổ chức tại Tanta để tôn vinh Ahmad al-Badawi, một nhân vật Sufi được tôn kính vào thế kỷ 13, người đã thành lập Badawiyya Tariqa ở Ai Cập và được chôn trong nhà thờ Hồi giáo chính của Tanta. Tanta nổi tiếng với các cửa hàng bánh kẹo và đậu chickô rang.

## Tổng quan
Với những đồn điền trồng bông lớn, năm 1856, Tanta trở thành một điểm dừng trên mạng lưới đường sắt, chủ yếu vì lợi ích của việc xuất khẩu bông sang các thị trường châu Âu. Ngay cả trước năm 1986, khu vực xung quanh Tanta chủ yếu là các cánh đồng mở với những ngôi làng rải rác, nhưng đến năm 2001, Tanta đã trở thành một thành phố lớn và bận rộn. Tanta được biết đến với đồ ngọt của nó, được ăn trong các lễ hội mulid (tiếng Ả Rập: المولد). Người dân Tanta được gọi là Tantawy và thích đi dạo dọc theo các đường phố.
Tanta có các nhà máy ginning bông và các ngành công nghiệp dệt, và cũng là một thị trấn đại học với Đại học Tanta từ năm 1972.
Thành phố này được xây dựng vào cuối tháng 10 sau khi kết thúc vụ thu hoạch bông. Ba triệu người, từ vùng châu thổ và các vùng khác trong thế giới Ả Rập, đến Moulid của Sayid Ahmed el-Badawi which is a colorful,, một lễ kỉ niệm tôn giáo tám ngày đầy màu sắc. Mulid là trung tâm xung quanh nhà thờ Hồi giáo và ngôi mộ của Sayid Ahmad al-Badawi. Ông ta đã thành lập một trong những hội Sufi lớn nhất của Ai Cập gọi là Ahmadiyyah hay Badawiyya. Ông sinh ra ở Ma-rốc, nhưng di cư sang Ả-rập và được gửi đến Tanta vào năm 1234 với tư cách là đại diện cho lệnh của Iraq. Ông được phép bắt đầu một hộimới ở Tanta và nó sớm phát triển thành "một trong những hội huynh đệ Sufi lớn nhất Ai Cập". Trong lễ hội, nhiều loại hạt dừa được gọi là 'hubb el' Aziz '(hạt giống của Vị tiên tri yêu dấu) được ăn. Chúng đã được coi là một món ăn tinh khiết từ những năm 1800.